# Olympia Valance
Olympia Valance es una actriz australiana-británica conocida por haber interpretado a Paige Novak en la serie Neighbours.

## Biografía
Es hija de Tania Gogos-Wilson y Rajko Vukadinovic, es la tercera hermana mayor de ocho medios hermanos, entre sus hermanos se encuentran la actriz Holly Valance, Coco Valance, Billee Valance, Dimitri Wilson y Athina Wilson. Su padrastro es el músico y cantautor australiano Ross Wilson.
Su abuelo es Dimitris Gogos, el fundador de Neos Kosmos.
En el 2015 comenzó a salir con el actor Greg Cannell, pero la relación terminó en el 2016.
En junio de 2019 anunció que estaba saliendo con el ex jugador Tom Bellchambers, la pareja se comprometió en octubre del 2020.

## Carrera
En junio del 2014 Olympia se unió al elenco principal de la popular serie australiana Neighbours donde interpretó a Paige Novak, la hija de Brad Willis, hasta el 30 de marzo de 2018 después de que su personaje decidiera mudarse a Queensland con Jack Callahan y su hijo Gabriel.

## Filmografía

### Series de televisión
| Año               | Título            | Personaje       | Notas         |
| ----------------- | ----------------- | --------------- | ------------- |
| 2020              | Informer 3838     | Emma Darlington | 2 episodios   |
| 2014 - 2018, 2020 | Neighbours        | Paige Novak     | 492 episodios |
| 2018 - 2019       | Playing for Keeps | Tahlia Woods    | 16 episodios  |

## Premios y nominaciones
| Año  | Categoría               | Premio      | Serie      | Resultado |
| ---- | ----------------------- | ----------- | ---------- | --------- |
| 2015 | Most Popular New Talent | Logie Award | Neighbours | Nominada  |